# シートン・ホール大学
シートン・ホール大学（シートン・ホールだいがく、英: Seton Hall University）は、アメリカ合衆国のカトリック系私立大学。所在地はニュージャージー州サウス・オレンジ。1856年にニューワク大司教ジェイムズ・ルーズベルト・ベイリーにより設立された名門私立大学。同大学は、ニューワク大司教区が運営する合衆国最古のカトリック系大学であるとともに、ニュージャージー州における総合私立大学でもある。学生数は約1万人で学部生が約6,000人、大学院生が約4,000人で、約2,350人がかキャンパス内で寮生活をしている。スポーツはアメリカ大学1部リーグのビッグ・イースト・カンファレンスに所属し多数のプロ選手を輩出している。
USNewsの大学ランキングでは総合大学(National Universities)の部で124位、ハイスクールカウンセラーでは90位にランクされている。専攻分野では看護学が76位、ヘルスケアマネジメントが52位が、ロースクールは57位にランクされた。
最近では、51代や55代ニュージャージー州知事もシートン・ホール大学法学部卒業生である。

## 沿革
シートン・ホール大学の創設は1856年9月1日。ニュージャージー州マディソンにおいて、ジェイムズ・ルーズベルト・ベイリー（アメリカ合衆国第26代大統領セオドア・ルーズベルトの従兄弟）の大司教管区によって設立されている。同大学の名称は、ジェイムズの叔母であるエリザベス・アン・シートン（アメリカ生まれで初のカトリック教会の聖人）に由来している。現在のサウス・オレンジに1864年5月に移転した。現在は神学部、文理学部、ビジネス・スクール、ロー・スクール、国際関係・外交学部、教育・人間学部、看護学部、健康科学部の8学部より成り立っている。医学部は1965年に州立のニュージャージー医科歯科大学に合併統合された。

## ESL program (English as a second language)
英語を母語としない人たちのためのプログラムがあり世界各国からの留学生も多く在籍している。
1学期の学費が1,500ドルであり、他の大学やカレッジに比べるとかなり安く設定されている。
F−1ビザ保持者はフルタイム（週12時間）が必須。
英語の読み書きから、リスニング、ビジネス英語、TOEFL対策等、合計28のコースがあり、初心者向けから上級者用もあるため自分のレベルに合わせたコースを受けることができる。
申請はホームページから書類をダウンロードし、必要事項を記入し大学へ送付。メールにて質問等も可。